# A Divina Pastora
A Divina Pastora é um romance de 1847 do escritor brasileiro José Antônio do Vale Caldre e Fião, o primeiro romance da literatura do Rio Grande do Sul e o segundo escrito no Brasil, logo após A Moreninha (1844), de Joaquim Manoel de Macedo.

## Publicação
Publicado em 1847, no Rio de Janeiro, com o subtítulo “Novela Rio-grandense”, A Divina Pastora é o segundo romance na história da literatura brasileira. Dele, porém, não se conhecia um só exemplar, pois todos os da primeira edição tinham desaparecido misteriosamente, de modo que a obra se transformou em um dos maiores enigmas da nossa história cultural.
É preciso entender que Caldre e Fião pertence a uma tradição que, em seus dias, já lançara raízes profundas na literatura ocidental – a tradição do “folhetim”. Foi assim que o romance moderno, gênero burguês por excelência, se estabeleceu através das páginas dos jornais europeus. Tratava-se de narrar uma sequência de aventuras em sucessão episódica, cuja leitura podia ser feita capítulo a capítulo, independentemente do resultado final. Via de regra, cada episódio correspondia a um “rodapé“ do jornal em que o romance era publicado.
Depois de 145 anos de grandes esforços de bibliófilos e pesquisadores, finalmente, em 1992, o livreiro Adão Fernando Monquelat, de Pelotas, localizou em Montevidéu, no Uruguai, o único exemplar até hoje conhecido de A Divina Pastora, que foi reeditado pela RBS no mesmo ano.

## Características

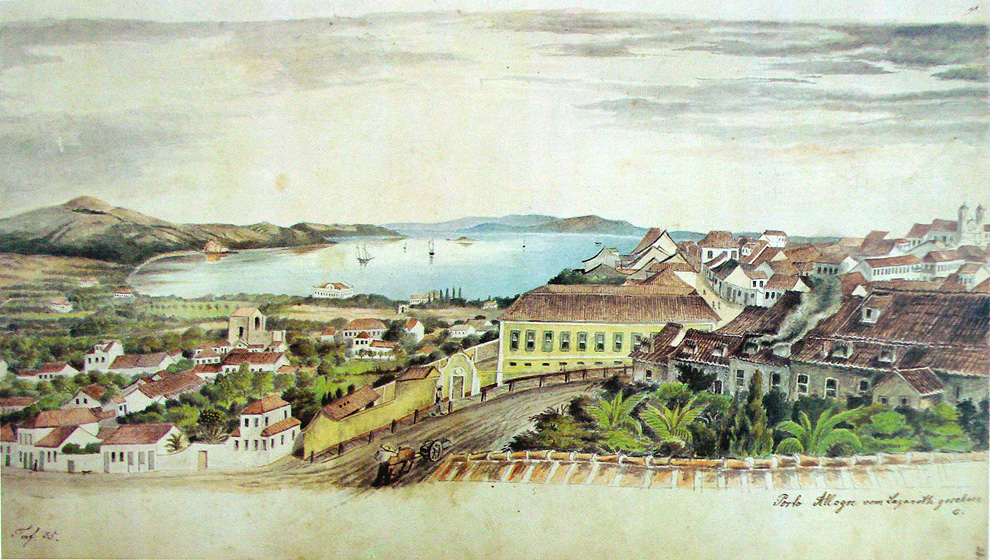
Porto Alegre na metade do século XIX.

Ao publicar a Divina Pastora, Caldre e Fião mantinha acesa a chama do seu amor pelo Rio Grande do Sul. Aí ele delineia o contexto das aventuras narradas: entre a vila de São Leopoldo e a cidade de Porto Alegre, passando por Viamão para cruzar o passo da Cavalhada no rumo de Belém Velho. O leitor interessado em reviver a Porto Alegre de 1845 aí encontrará matéria vasta, desde os topônimos desaparecidos até o registro dos hábitos sociais.
Pouco antes, em 1844, Joaquim Manoel de Macedo, nas páginas de A Moreninha, tentara timidamente esboçar a paisagem carioca, que só alcançaria contornos definitivos bem mais tarde, na ficção de Manoel Antonio de Almeida e no romance urbano de Machado de Assis. Caldre e fião é o primeiro dos autores brasileiros que faz as suas criaturas pisarem num território desde logo inconfundível: aquele labirinto de vielas mal traçadas que constitui a Porto Alegre provinciana ou, o cenário rural dos arredores. Configura, pois, a marca legítima do romance brasileiro, empenhado na identificação e nomeação do espaço circundante, instrumento indispensável ao conhecimento da nossa realidade de país novo. Compreende-se assim por que os românticos saíram em busca das paisagens e seus vultos típicos para desenhar a identidade nacional. Seus territórios preferenciais localizaram-se nas selvas habitadas pelo índio primitivo, no garimpo, nas grandes propriedades agrárias, no sertão (motivo obsessivo de José de Alencar em diante) e, por fim, na sociedade incipientemente burguesa do Rio de Janeiro de Dom Pedro II. Caldre e Fião antecedeu-os, apresentando, já em 1847, a sua “novela rio-grandense”.

## Enredo
A intriga está centralizada em Édélia, a "divina pastora", donzela belíssima e virtuosa, apaixonada por seu primo Almênio, guerreiro farroupilha que irá casar com Clarinda, filha de imigrantes alemães do Vale dos Sinos. Atormentando a vida de todos, aparece Francisco, protótipo do vilão. Espécie de antecedente de Blau Nunes (personagem de João Simões Lopes Neto) e dos Cambarás e dos Amarais (famílias criadas por Érico Veríssimo), Almênio coloca sua juventude e bravura indômita a serviço da Revolução Farroupilha, separatista e republicana. Na trama do romance, esta questão desempenha um papel decisivo, pois é exatamente a adesão às forças insurrectas que provoca a repulsa de sua prima Edélia. Este é o recurso manejado pelo narrador para inserir sua posição política, antiseparatista e antirrepublicana, na malha dos eventos narrados. Sob a sua perspectiva conservadora, a revolução se apresenta como sinônimo de desordem. O horror de Edélia à causa revolucionária vem a ser no fundo o horror do próprio Caldre e Fião. Finalmente convencido da ilegalidade da República de Piratini, Almênio troca de lado, passando ao exército imperial e provocando uma reversão na atitude de Edélia. Mas então já era tarde demais: ele prometeu casamento à bela Clarinda. Embora constituindo a crônica do amor contrariado, Caldre e Fião projeta a narrativa num contexto histórico real: a “Grande Revolução, que deflagrada em 1835, só concluirá na década seguinte em 1845, apenas dois anos antes da publicação da “Divina Pastora”. O romance de Caldre e Fião é essencialmente romance histórico, porque trata de fatos candentes sobre os quais pouquíssimos ousavam falar.